# Николаев, Евгений Викторович
Евгений Викторович Николаев (17 октября 1934 — 11 апреля 1967, Москва, СССР) — советский историк русского искусства, химик и экскурсовод.

## Биография
Родился 17 октября 1934 года. Окончил химический факультет, но увлёкся историей архитектуры и поэтому не пошёл по своей специальности. В 1959 и 1962 годах проявил себя как историк, работая экскурсоводом в музее-усадьбе Мураново. В том же году решил вернуться к своему образованию и устроился на работу в Институт фармакологии и химиотерапии, где проработал до смерти.
Евгений Викторович, проживший недолгую, но насыщенную плодотворную жизнь, скончался 11 апреля 1967 года в Москве в возрасте всего лишь 32-х лет. Похоронен на 19-м участке Ваганьковского кладбища (место № 980).

## Публикации
- Николаев Е. В. По Калужской земле: (От Боровска до Козельска). — М.: Искусство, 1968. — 136 с. — (Дороги к прекрасному). — 75 000 экз.
- Николаев Е. В. По Калужской земле: (От Боровска до Козельска). — 2-е изд. — М.: Искусство, 1970. — 144 с. — (Дороги к прекрасному). — 100 000 экз.
- Николаев Е. В. По Калужской земле: От Боровска до Козельска. — М.: Либроком (Editorial URSS), 2013. — 144 с. — ISBN 978-5-397-04128-7.
- Николаев Е. В. По Калужской земле: От Боровска до Козельска. — М.: Либроком (Editorial URSS), 2018. — 144 с. — ISBN 978-5-397-06294-7.